# 聯創節能
山東聯創節能新材料股份有限公司，簡稱山東聯創節能新材料股份、山東聯創節能新材料、山東聯創節能，以及聯創節能（英語：LECRON ENERGY SAVING MATERIALS COMPANY LIMITED，深交所：300343），於2003年由李洪国（董事長）、邵秀英、魏中传，於山东省淄博市张店经济开发区创业路（總部）創立，前身為「淄博联创聚氨酯有限公司」。
現時業務在國內經營从事聚氨脂硬泡组合聚醚的技术研发、生产与销售。招股價為28.1元人民幣，發行新股為1000萬股，而集資額為2.81億元人民幣，而股份則在2012年8月1日於深交所創業板上市。

## 連結
- Lecron.cn （页面存档备份，存于）